# ريتشارد د. روبنسون
ريتشارد د. روبنسون (بالإنجليزية: Richard D. Robinson)‏ هو صحفي وكاتب أمريكي، ولد في 1921، وتوفي في 5 سبتمبر 2009.